# Cantón Tulcán
El cantón Tulcán es una entidad territorial subnacional ecuatoriana, de la Provincia de Carchi. Se encuentra ubicada en los Andes Septentrionales del Ecuador en la frontera con Colombia. La población del cantón es de 92.375 habitantes. Su cabecera cantonal es la ciudad de Tulcán, la cual cuenta con una población de 56.719 habitantes y es también la capital provincial.

## Toponimia
Etimológicamente la palabra Tulcán, aparentemente se deriva de Hul – can, que en Yucatán – idioma Maya – significa guerrero, valiente, bravo (Grijalva, citado en Municipio de Tulcán, 2.003:18).

## Geografía
En los sectores rurales se conservan importantes remanentes de áreas naturales con bosque húmedo primario, manchas de bosques andinos, especialmente alrededor de quebradas y vertientes, entre ellos se distingue el bosque de los Arrayanes en la parroquia de Santa Martha de Cuba, la zona de Bellavista, Maldonado y Chical. 
Tulcán posee una variedad de pequeños sistemas lacustres, los principales están en los páramos del volcán Chiles, que dan origen a muchos ríos y riachuelos que bañan la región y que se convierten en el reservorio natural de agua para el cantón y provincia, originando además una serie de paisajes pintorescos, en donde se destaca la presencia de los frailejones como planta característica del ecosistema de páramo en el Carchi.
La presencia de varios pisos climáticos y ecosistemas determina una interesante biodiversidad:
Flora: chilcas, guarumos, chuquiraguas, helechos arbóreos, frailejones, paja, pumamaquis, musgo, bromelias, almohadillas, y una gran variedad de orquídeas.
Fauna: colibríes, gaviotas andinas, patos de páramo, curiquingues, quilicos, cóndores, cervicabras, venados, lobos de páramo, sapos marsupiales, truchas, preñadillas, mariposas de múltiples colores y en las zonas subtropicales: guanta, oso y culebra.
Las zonas subtropicales al occidente del Cantón en la zona baja son parte de la bioregión del Chocó colombiano, una de las más diversas y húmedas del mundo.

### Altitud y clima
El cantón Tulcán se encuentra en un rango altitudinal que va desde los 300 m s. n. m. en la zona baja al occidente del cantón en la parroquia Tobar Donoso a los 4.723 m s. n. m. en el Volcán Chiles. La temperatura media anual de la zona urbana varía entre 11 a 12 °C.
Los pisos climáticos fluctúan desde el frío entre los 3.800 a 4.723 m s. n. m., el subtemplado comprendido entre los 3.200 a 3.800, el templado que fluctúa entre los 2.000 hasta los 3.200 y el semicálido comprendido entre los 1.100 a 2.000 m s. n. m. y cálido por debajo de esta cota.

### Límites
Sus límites son:
•Al norte: Colombia, Departamento de Nariño, municipio de Ipiales.
•Al sur con los cantones Huaca, Montúfar, Espejo y Mira.
•Al este con Colombia y la provincia de Sucumbíos.
•Al oeste con Colombia, y la provincia de Esmeraldas.

## Organización territorial
La ciudad y el cantón Tulcán, al igual que las demás localidades ecuatorianas, se rige por una municipalidad según lo estipulado en la Constitución Política Nacional. El Gobierno Municipal de Tulcán es una entidad de gobierno seccional que administra el cantón de forma autónoma al gobierno central. La municipalidad está organizada por la separación de poderes de carácter ejecutivo representado por el alcalde, y otro de carácter legislativo conformado por los miembros del concejo cantonal. El Alcalde es la máxima autoridad administrativa y política del Cantón Tulcán. Es la cabeza del cabildo y representante del Municipio.
El cantón se divide en parroquias que pueden ser urbanas o rurales y son representadas por los Gobiernos Parroquiales ante la Alcaldía de Tulcán.

### Parroquia urbana
- Tulcán (cabecera cantonal)

### Parroquias rurales
- El Carmelo
- El Chical
- Julio Andrade
- Maldonado
- Pioter
- Santa Martha de Cuba
- Tobar Donoso
- Tufiño
- Urbina

## Turismo

Cementerio de Tulcán.

- Cementerio de Tulcán: Es una de las realizaciones técnicas mejor acabadas, sus delicadas y bien formadas esculturas talladas en ciprés lo vuelven un espacio imprescindible para la meditación y contemplación. Este museo infinito de silencio de significativa belleza ha sido reconocido a nivel nacional y mundial. Sus figuras tienen variadas formas representativas de la flora y fauna del Ecuador y de las culturas romanas, griega, inca, azteca y egipcia, divididas en dos zonas: la primera ubicada en la parte frontal del cementerio, conocida como “Parque de los Recuerdos” y la segunda ubicada en la parte posterior, bautizada con el nombre de “Altar de Dios”.

Sus primeros árboles fueron sembrados por Don José María Azael Franco Guerrero, cuando ocupaba el cargo de Jefe de Parques del Municipio de Tulcán; la tierra calcárea del lugar favoreció el implante del ciprés, en donde a partir del décimo año de vida de cada árbol, fueron conformándose las figuras de acuerdo a los ideales e imaginación del autor. El 28 de mayo de 1984, la obra fue declarada Patrimonio Cultural de la Nación, siendo el continuador de esta arquitectura el hijo del creador, Benigno Salvador Franco Carranco, quien ayudó desde su infancia a su padre en los trabajos de ornamentación.
- Santa Martha de Cuba: En esta linda parroquia se encuentra el Bosque de Arrayanes de Santa Martha de Cuba, además cuenta con unas hermosas cascadas en su límite con la parroquia Pioter.
- Maldonado y Chical: situadas a 90 y 102 km de Tulcán respectivamente. Su clima subtropical y el paisaje selvático, son sus principales atractivos, se convierten en los tambos necesarios para aventurarse a un excursionismo ecológico y étnico. Un camino de segundo orden permite llegar a estos pueblos, luego de atravesar páramos, montañas y varios caseríos, de los que se destaca Bellavista, un lugar que ofrece un paisaje muy pintoresco y la existencia de importantes remanentes de bosque andino primario; Chilma Bajo, unos kilómetros antes de Maldonado, conformado por un pequeño y hermoso valle en el cual los petroglifos y arte rupestre de los ancestros convocan la atención de quien los mire.

- Cascadas: en la vía Tulcán – Maldonado en el "km 57" se encuentra la cascada Humeadora, en el "km 63" la cascada Pulpito, en el "km 65" la Comadre, en el "km 84" Guatambú, cascadas con enormes bellezas y clima subtropical. A 5 km de Chical y aproximadamente a 96 de Tulcán se encuentra Peñas Blancas, en cuyas paredes laterales presenta extrañas oqueadas junto a un pequeño bosque primario donde acuden cientos de pequeños loros.

- Reserva Bioantropológica Awá: Ubicada al noroeste a 145 km de Tulcán, con una extensión aproximada de 101.000 ha, compartidas por las provincias del Carchi y Esmeraldas, posee un clima húmedo con una temperatura media de 24 °C. Habitada por la comunidad Awá, posibles últimos descendientes de la primigenia nación originaria de esta región, mantienen sus tradiciones culturales dentro de una exquisita vegetación semi selvática, con grandes bosques, llanuras y una montaña rica en flora y fauna, donde se puede observar gran variedad de aves, propias del lugar. Los Awá son hábiles pescadores y cazadores, cultivan preferentemente: plátano, caña de azúcar y yuca; sus viviendas, llamadas Yal (casa de Awá) son construidas con materiales de la zona: gualte (chonta) y hojas de bijao, levantadas sobre pilares de madera, cuyo ingreso es a través de un palo principal en forma de gradas. Acostumbran cargar un bolso que lo llaman Tush (Shigra) hecho con la corteza de la cosedera o cabuya, utilizado para llevar cosas pequeñas y alimentos preparados. Como instrumento musical, utilizan la Marimba, donde interpretan varias melodías de ritmos alegres y tristes, según la ocasión. Su bebida preferida es el Guarapo, elaborado con la miel que sale al moler la caña en un trapiche manual. En las orillas de los ríos Mira, Camumbí, San Juan y Gualpi, que bañan la región, los Awá aún lavan oro que lo encuentran en pequeñísimas cantidades; son excelentes nadadores y expertos balseros y leñadores. Para ingresar a esta reserva forestal y étnica, desde Chical se puede organizar educativas caminatas o cabalgatas, para llegar después de tres jornadas (tres días) a tierra de los Awá, donde su ancestro cultural, riachuelos, ríos, estanques de aguas transparentes, mariposas, aves, flores y más especies nativas de la zona.

- Tufiño:  A 15 km de Tulcán se encuentra la parroquia de Tufiño, donde el páramo se muestra majestuoso, con una extensión aproximada de 16.000 hectáreas, es el hábitat natural de una de las plantas más exóticas del continente: los Frailejones, con sus enormes hojas afelpadas y alturas que bordean los tres metros. Esta parroquia se encuentra ubicada al noroccidente de la jurisdicción integrada por seis comunidades, en una superficie de 127,00 km² que representa el 7,56% del territorio cantonal con una población de 1771 habitantes. Sus habitantes se dedican a la agricultura y ganadería, esta zona comprende una de las rutas más atractivas del cantón. Para llegar a este lugar hay que tomar la vía Tulcán Tufiño- Chical cuyo ingreso se encuentra en la Av. Rafael Arellano y Roberto Sierra (centro de la ciudad); después de un trayecto de 25 minutos por una vía compactada en buen estado con dirección noroccidente, llegamos a la parroquia de Tufiño.

- Balneario Tufiño: a 20 km de Tulcán, está el Balneario Tufiño, anteriormente conocido como “Aguas Hediondas” debido a los olores sulfurosos que emiten sus aguas, calificadas como curativas y usadas para este efecto desde hace centenas de años. Estas aguas vierten del centro de la montaña, en medio de grandes murallones que seguramente fueron desplazamientos volcánicos en el pasado, pero que ahora ofrecen una hermosa vista, con una serie de caídas de agua y vegetación característica, que ponen un marco espectacular al sitio ubicado a 3.450 m s. n. m. . Balneario moderno con todos los servicios indispensables para el usuario, cuenta con tres fosas de tratamiento al interior, una piscina al aire libre, duchas y restaurante. Aquí se puede degustar lo mejor de la gastronomía del sector: quesillo con miel de caña, truchas frescas, choclo tierno con queso fresco; existen algunos criaderos de Truchas en los que se puede pescar y preparar el producto de la pesca. Son muy visitadas por turistas nacionales y extranjeros, por su alta riqueza en minerales curativos, estas aguas cuya mayor temperatura bordea los 50 °C, son consideradas las aguas medicinales más importantes del Ecuador.

- Volcán Chiles: A 38 km de Tulcán, al sur occidente de la parroquia Tufiño, con una altura de 4.768 m s. n. m., se levanta el volcán Chiles, lugar propicio para el andinismo y línea limítrofe entre Ecuador y Colombia; desde su cúspide se aprecia la majestuosidad de los Andes ecuatorianos y varios de sus nevados más importantes. Desde el punto denominado Azuay, se puede emprender el ascenso en medio de una especial vegetación y variedad de aves, donde se destaca la presencia de una flor exótica andina conocida como Rosa Urco, además los hermosos frailejones, tórtolas, perdices y gavilanes. A 2 km de la ascensión está el Valle de la Soledad y más adelante la Laguna de San Pedro. A 4 km al occidente del lugar de acceso, ha sido construido un refugio para aquellos andinistas que decidan emprender esta aventura.

- Lagunas Verdes: En plena falda del volcán Chiles, a 3850 m s. n. m. se encuentran las Lagunas Verdes, espejos de agua verde sulfurosa, debido a la presencia de azufre, muy abundante en el sector. Con una temperatura promedio de 8 °C, estas lagunas presentan una importante belleza escénica compensada con una gran riqueza paisajística, por el contraste de la coloración de las aguas y el entorno cubierto de frailejones. La mayor de éstas, es la laguna Estigio, considerada como una diosa porque sus aguas nacen de la profundidad de las entrañas mismas del volcán.

- Las Canoas:  A 1,5 km de Tulcán, hacia el occidente está el sitio denominado Las Canoas, donde el paisaje y la quietud invita a la práctica de paseo en canoa, rodeando un islote poblado de cipreses y pinos, ideal para descansar y disfrutar del aire puro. El lugar se complementa con una piscina de agua termal de agradable temperatura.

- Los Tres Chorros: Dentro del perímetro urbano, en la vía que dirige a Tufiño, se encuentra la piscina de Los Tres Chorros o Neptuno, con aguas semi temperadas y un chorro de agua medicinal, es un sitio ideal para la recreación y esparcimiento a orillas del río Bobo.

### Atractivo estrella de Tulcán: turismo de compras
Al ser Tulcán una ciudad eminentemente comercial, la principal motivación para visitarla es la de hacer compras o establecer transacciones de negocios. Tradicionalmente desde hace muchos años ha habido un fuerte movimiento en intercambio de mercaderías entre los dos países por esta frontera, por lo que el flujo de personas ha sido constante aunque ha descendido desde el año 2000 por motivos ya mencionados.
Para promover su desarrollo turístico se debe girar alrededor de su principal segmento principal de visitantes, que son personas con una estadía corta en la ciudad y que la visitan con intenciones de hacer compras o conocerla. Los productos que se desarrollen y atractivos o sitios de interés que se desean incorporar a la oferta turística deben estar en la periferia de la ciudad para poder incentivar una buena afluencia de visitantes. Últimamente el comercio se ha visto afectado por la ruptura de relaciones comerciales entre Colombia y Ecuador, las cuales están en proceso de restablecimiento.

## Demografía
Su población es de 86.765 habitantes.
En su gran mayoría, el cantón Tulcán está constituido por población blanco-mestiza, asentados en la zona urbana y cabeceras parroquiales. También es significativo el grupo indo-mestizo que se encuentra asentado principalmente en las zonas rurales de las parroquias Maldonado, Chical y Tobar Donoso y que mantiene rasgos culturales indígenas. Existe un grupo étnico reducido en número de la cultura Awa-Cuaiquer que habita al occidente de la Provincia en la zona baja y ocupa en parte territorio del Cantón; también existe una colonia afro-ecuatoriana que habita en la parroquia Tobar Donoso.
Su gente lleva la herencia del cacique Tulcanaza y de sus Pupos, valerosos guerreros que llevaron siempre a la patria en el corazón; identificados por su amabilidad, sencillez, sinceridad, rebeldía y coraje, cualidades que se mantienen vigentes en los tulcaneños.
La población en su mayoría es mestiza, pero en la parroquia Tobar Donoso, habita la comunidad Awá, últimos descendientes de los originarios de esta región, que mantienen las tradiciones culturales de sus ancestros, utilizando su idioma original el Awapit.